# Инжура
Инжура — река в России, протекает в Тюменской области. Устье реки находится в 756,8 км по правому берегу реки Иртыш, в 4 километрах выше посёлка Инжура Вагайского района. Длина реки составляет 57 км.

## Притоки
- 20 км: Сухая (лв)
- 34 км: Свинарник (лв)

## Данные водного реестра
По данным государственного водного реестра России относится к Иртышскому бассейновому округу, водохозяйственный участок реки — Иртыш от впадения реки Ишим до впадения реки Тобол, речной подбассейн реки — бассейны притоков Иртыша от Ишима до Тобола. Речной бассейн реки — Иртыш.
Код объекта в государственном водном реестре — 14010400112115300012410.